# Сан Дезидерио (Павија)
Сан Дезидерио је насеље у Италији у округу Павија, региону Ломбардија.
Према процени из 2011. у насељу је живело 51 становника. Насеље се налази на надморској висини од 236 м.